# Benelli Pepe
Il Benelli Pepe è uno scooter prodotto dal 1998 al 2015 dalla casa motociclistica italiana Benelli.
In Europa è stato venduto anche a marchio Renault come Renault Specimen. Negli Stati Uniti è stato venduto come Benelli Andretti M50.

## Storia
Si tratta del primo scooter a ruote alte con motore 50 cm³ prodotto dalla Benelli entrato in produzione nel giugno del 1998. Il modello all'epoca propose un design originale con forme arrotondate e il caratteristico faro circolare incapsulato nel frontale oltre a colorazioni bicolore della carrozzeria per renderlo più di tendenza tra il pubblico giovanile.
Venne progettato per abbassare i costi di produzione infatti possiede una carrozzeria realizzata in due pezzi singoli e la maggior parte dei componenti è in polipropilene, il frontale invece è in ABS. Molto semplice è la struttura del ponte di comando con un semplice tubo cromato, vincolato al telaio nel punto più alto dello scudo anteriore.
La strumentazione era scarna con l’assenza anche dell’indicatore di carburante ma era presenta solo la spia della riserva. Il serbatoio invece possiede una capacità di 7,5 litri.
Il motore 50 cm³ è prodotto da Minarelli ed è un due tempi raffreddato ad aria.
Il telaio monotrave è a doppia culla posteriore con ruote da 16".
L'impianto frenante è composto da un disco anteriore da 220 mm e da un tamburo posteriore da 110 mm.
Al debutto in Italia era disponibile solo la versione monoposto mentre all’estero era disponibile anche l’omologazione a due posti con sella più lunga e pedane per il passeggero.

### Restyling 2001
Nel settembre 2001 debutta il restyling e la gamma viene ribattezzata Pepe LX: a cambiare è il design con le plastiche rinnovate e l’aspetto più elegante e viene introdotto anche il modello equipaggiato con la nuova motorizzazione 100 che affianca la 50. Entrambi i motori vengono omologati Euro 1.
Optional sul 50 anche per il mercato italiano la sella due posti.

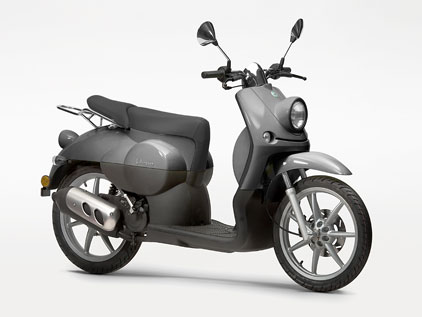
Benelli Pepe 50 Classic

Dal 2002 viene stretto un accordo con il costruttore francese Renault e il Pepe viene venduto anche come Renault Specimen; il modello è identico in quanto viene cambiato solo il marchio sullo scudo e la targhetta laterale.
La produzione si interrompe nel 2003 per le difficoltà finanziarie e dopo l’acquisto di Benelli da parte del gruppo cinese Qianjiang nel fine 2005 riparte la produzione del Pepe in Italia con la gamma 2006 composta dal 50 base e dal 50 LX omologati secondo la normativa Euro 2. Il 100 non viene rilanciato a causa delle basse vendite. La produzione del gemello a marchio Renault continua in quanto venduto dalla rete di vendita della casa francese.
Nel 2007 la gamma si allarga con la versione Classic che altro non è il che il modello pre-restyling del 1998 rientrato in produzione.

### Restyling 2010
Nel maggio 2010 debutta un nuovo restyling del Pepe 50 che va a sostituire il precedente Pepe LX; resta in produzione il vecchio Classic.
Nel novembre 2011 al salone di Milano in occasione del centenario della casa viene presentata la versione 50 quattro tempi che viene posta in vendita nel marzo 2012; tale modello affianca la versione due tempi rimasta in produzione.
Al salone EICMA 2014 viene presentata la nuova gamma 2015 composta da 50 quattro tempi e per la prima volta anche nella cilindrata 125. Esce di scena il vecchio 50 due tempi.
La produzione termina nel 2015 in quanto la casa si ritira dalla produzione di scooter concentrandosi su quella della motociclette.